# Le Jour où Dieu m'a tutoyé
 (juillet 2025).
Motif : Absence de sources
- Archive Wikiwix
- Bing
- Cairn
- DuckDuckGo
- E. Universalis
- Gallica
- Google
- G. Books
- G. News
- G. Scholar
- Persée
- Qwant
- (zh) Baidu
- (ru) Yandex
- (wd) trouver des œuvres sur Wikidata

| 1. | Préciser le motif de la pose du bandeau. | Précisez le motif de la pose du bandeau en utilisant la syntaxe suivante : {{admissibilité à vérifier\|date=juillet 2025\|motif=remplacez ce texte par le motif}}                               |
| 2. | Informer les utilisateurs concernés.     | Pensez à avertir le créateur de l'article, par exemple, en insérant le code ci-dessous sur sa page de discussion : {{subst:avertissement admissibilité à vérifier\|Le Jour où Dieu m'a tutoyé}} |

Le Jour où Dieu m'a tutoyé est un roman de Claude Campagne, publié en 1984 à la Ligue pour la Lecture de la Bible, qui raconte de manière romancée la conversion religieuse de ses auteurs, Brigitte et Jean-Louis Dubreuil.

## Présentation
Dans le roman, on retrouve le couple formé par Fanny et Yann, héros d'Adieu mes quinze ans et des Enfants de la brume, au tout début de sa vie conjugale. Parce qu'un drame vient de toucher sa famille, et une rencontre inattendue de la bouleverser, Fanny reprend l'écriture de ses carnets pour y conter ses douleurs et ses joies.
Une fois encore, c'est au service des autres que les héros se retrouvent et mûrissent. Mais ce faisant, ils font également la rencontre de Dieu.